# Entraunes
Entraunes è un comune francese di 131 abitanti situato nel dipartimento delle Alpi Marittime della regione della Provenza-Alpi-Costa Azzurra.
Nel 1713 venne ceduto dai Savoia alla Francia e nel 1718 tornò sotto i Savoia. Nel 1860 passò definitivamente alla Francia.

## Geografia fisica
Il paese si trova a 1250 metri d'altitudine.
Il villaggio d'Entraunes è situato, per via stradale, a 110 chilometri a nord ovest di Nizza.
Il fiume Varo ha la sua sorgente nella frazione superiore d'Estenc, dominata dai tornanti della strada turistica del Colle della Cayolle, situato a 2.326 metri, che assicura più a nord il collegamento con la Valle dell'Ubaia e Barcelonette, attraverso la gole del Bachelard.
Entraunes, comune a monte dell'alta valle del Varo (l'Alto Varo, le Haut-Var), e dunque della Valle d'Entraunes (Val-d'Entraunes), s'estende su una superficie di 80 km² e si dispone a piani da 1.100 metri d'altitudine fino a 2.916 metri a nord est, ed è situata nell'angolo nord ovest del dipartimento delle Alpi Marittime al limite del confine con le Alpi dell'Alta Provenza.
Dal 1979, fa parte del parco nazionale del Mercantour di cui Entraunes è una delle «porte», essendo più della metà del suo territorio incluso nella zona centrale ed il resto nella zona periferica.
Il suo limite occidentale, dal Colle della Cayolle (Col de la Cayolle) al Colle dei Campi (Col des Champs), è servito da frontiera dal 1388 al 1860, tra gli Stati di Savoia da un lato, di cui Entraunes fa parte a contare dal 1388, ad est, e la contea di Provenza dall'altro, alla quale Entraunes apparteneva fino ad allora, incorporata in seguito al regno di Francia, ad ovest.
Si tratta della linea di crete che, dalla sommità dei Garrets (Sommet des Garrets) a nord, alle grandi torri del "Lago" (Lac) ed all'Encombrette a sud, domina il lago d'Allos, il più grande lago di montagna d'Europa d'origine glaciale nel comune vicino di Allos.

## Società

### Evoluzione demografica
Abitanti censiti